# 마이클 베리먼
마이클 베리먼(Michael Berryman, 1948년 9월 4일 ~ )은 미국의 배우이다.

## 출연 작품
- 데빌스 나이트 (2019)
- 좀비 : 죽은 자들의 도시 (2019)
- 데스 하우스 (2018)
- 스머더드 (2016)
- 셀프 스토리지 (2013)
- 스토커 (2013)
- 더 맹글드 (2013)
- 데드하우스 (2013)
- 로드 오브 세일럼 (2012)
- 미친가족 (2011)
- 빌로우 제로 (2011)
- 베그 (2011)
- 마스크 메이커 (2010, Maskerade)
- 테넌트 (2010)
- 사탄은 당신을 미워한다 (2010)
- 네크로시스 (2009)
- 브라더스 워 (2009)
- 스매시 컷 (2009)
- 데드 맨즈 핸드 (2007)
- 에드 게인: 플레인필드의 도살자 (2007)
- 폴른 엔젤 (2006)
- 페니 드레드풀 (2006)
- 살인마 가족 2 (2005)
- 인디펜던트 (2000)
- 모하비의 달 (1996)
- 스파이 하드 (1996)
- 더블 드래곤 (1994)
- 앤티 리스 미트 파이 (1992)
- 리틀 시스터 (1992)
- 틴에이지 엑소시스트 (1991)
- 위자드 오브 더 데몬 스워드 (1991)
- 가이버 (1991)
- 비스트마스터 2 (1991)
- 악령 (1990)
- 혼팅 피어 (1990)
- 지구 반란 (1990)
- 스타 파이어 (1990)
- 스타 트랙 5 - 최후의 결전 (1989)
- 하이웨이맨 (1987)
- 도박사 3 (1987)
- 바바리안 (1987)
- 암드 레스폰즈 (1986)
- 스타 트랙 4 - 귀환의 항로 (1986)
- 외계인 알프 (1986)
- 인페르노 인 디렛타 (1985)
- 공포의 휴가길 2 (1985)
- 마지막 과학 숙제 (1985)
- 신비의 체험 (1985)
- 인비테이션 투 헬 (1984)
- 악령의 리사 (1981)
- 5층 (1978)
- 남과 여 2 (1977)
- 공포의 휴가길 (1977)
- 초인 사베지 (1975)
- 뻐꾸기 둥지 위로 날아간 새 (1975)